# Zeitschrift für die Alttestamentliche Wissenschaft
Die Zeitschrift für die Alttestamentliche Wissenschaft (ZAW) ist eine fachwissenschaftliche theologische Zeitschrift und wurde 1881 von Bernhard Stade gegründet. Sie beschäftigt sich mit theologischen, sprachlichen und historischen Problemen des Alten Testaments der Bibel.

## Geschichte
Die Zeitschrift ist seit ihrer Gründung 1881 einer wissenschaftlichen, historisch-kritisch verfahrenden Exegese verpflichtet.
Sie erschien zunächst im Verlag Ricker, Gießen. Der wurde ab 1900 in Ricker’sche Verlagsbuchhandlung (Alfred Töpelmann) umbenannt und nannte sich ab 1905 nur noch Töpelmann. Ab 1934 war der Verlagsort Berlin. 1945 erschien die Zeitschrift nicht. Die letzte Ausgabe von Töpelmann wurde 1967 zusammen mit dem Verlag Walter de Gruyter gedruckt. Nachdem sie 1978 bei Vandenhoeck & Ruprecht, Göttingen erschienen ist, wird sie seither von deGruyter, Berlin/New York als Printversion (ISSN 0044-2526) und inzwischen auch als Internetversion (ISSN 1613-0103) verlegt. Dort sind auch alle historischen Ausgaben online verfügbar.
Von 1924 bis 1944 erschien die Zeitschrift in einer Neuen Folge. Die ursprüngliche Jahrgangszählung wurde jedoch weitergeführt und ist seit 1946 wieder maßgeblich.
Die ursprünglich evangelisch orientierte Zeitschrift versteht sich seit langem als überkonfessionell und veröffentlicht wissenschaftliche Aufsätze evangelischer, katholischer und jüdischer Forscher oder von Altorientalisten zum Alten Testament in deutscher, englischer oder französischer Sprache. Die Zeitschrift erscheint in vier Heften jährlich. Herausgeber sind derzeit (Januar 2015) Jürgen van Oorschot und Jan Christian Gertz. Frühere Herausgeber waren unter anderem Bernhard Stade, Karl Marti, Hugo Gressmann, Johannes Hempel, Georg Fohrer, Otto Kaiser, Hans-Christoph Schmitt und Ernst-Joachim Waschke. Neben Aufsätzen gibt es einen Überblick über neuere Bücher und Zeitschriften.
Ihre Schwesterpublikation ist die etwas jüngere Zeitschrift für die Neutestamentliche Wissenschaft.

## Beihefte
Als Monografienreihe erscheinen seit 1896 in unregelmäßiger Folge die Beihefte zur Zeitschrift für die alttestamentliche Wissenschaft (BZAW, ISSN 0934-2575), herausgegeben von John Barton, Reinhard Gregor Kratz, Nathan MacDonald, Sara Milstein und Markus Witte.

## Register
- Karl Albrecht: Register zur Zeitschrift für die alttestamentliche Wissenschaft, Band I–XXV 1881–1905. Gießen 1910.
- Manfred Weippert: Register zur Zeitschrift für die Alttestamentliche Wissenschaft. Band 26–50 (N. F. 9) 1906–1932. Berlin 1970.
- Thomas Pola: Register zur Zeitschrift für die alttestamentliche Wissenschaft. Bände 51 (1933) – 75 (1963). Berlin u. a. 2003, ISBN 978-3-11-014326-3.